# Cardiocondyla tjibodana
Cardiocondyla tjibodana är en myrart som beskrevs av Vladimir Aphanasjevich Karavaiev 1935. Cardiocondyla tjibodana ingår i släktet Cardiocondyla och familjen myror. Inga underarter finns listade.